# 기마민족 정복왕조설
기마민족 정복왕조설(일본어: 騎馬民族征服王朝説 키바민조쿠제이후쿠오쵸세츠[*])은 동북유라시아계 기마민족이 한반도 남부를 지배했고 변한(弁韓) 땅을 기반으로 일본 열도에 진출해 들어와, 4세기 후반부터 5세기에 걸쳐 야마토 지방의 재래의 왕조와 합작 지배했거나 또는 야마토 조정을 세웠다는 설. 기마민족 일본정복론(일본어: 騎馬民族日本征服論 키바민조쿠니혼세이후쿠론[*])이라고도 한다. 동양사학자 에가미 나미오(江上波夫)가 고고학 발굴 성과와 『고사기』(古事記), 『일본서기』(日本書紀) 등에 보이는 신화나 전승, 나아가 동아시아사의 대세, 이 세 가지를 통합적으로 검증한 결과로써 제창한 고고학상의 가설이다.
이 학설은 패전 뒤의 일본 고대사학계에 파문을 불러 일으켰다. 만화가 테즈카 오사무(手塚治虫)는 그의 작품 『불새』(火の鳥) 여명편(黎明編)에서 기마민족설을 모티프로 삼았고, 일반인이나 일부 매스미디어 등으로 널리 퍼져 나갔다. 그러나 일본 학회에서는 대다수가 의문을 제시했고, 정설로 대접받지는 못했다. 지지하는 전문가는 소수파에 그치고 있으며 부정하는 의견도 적지 않은데, 기마민족의 야마토 정복과 정복 왕조 수립을 상정하지 않더라도 일본에서의 ‘기마문화’의 수용이나 왜국의 문명화 계기에 대해 충분히 설명할 수 있다는 점을 지적하고 있다.

## 개요
에가미 나미오는 일본 민족의 형성과 일본 국가의 성립을 구별해, 민족의 형성은 야요이 시대(弥生時代)의 농경민족에서, 일본의 통일국가인 야마토 조정은 4세기에서 5세기에 중국 쑹화강(松花江) 유역의 평원에 거주하던 부여(扶余) 계통의 기마민족에서 기원해 한반도 남부를 지배하기에 이른 기마민족의 정복으로 수립되었다고 보았다. 즉 중국 동북부에서 발생한 반농(半農) 기마민족 가운데 남하한 일부가 고구려가 되고, 그 일부가 다시 「부여」라는 성을 쓰는 한반도 남부의 「진국」(辰國)을 세웠고, 또 다시 그 일부가 백제로써 현지에 남고 일부는 가라(임나)를 기반으로 4세기 초에 쓰시마(対馬)・이키(壱岐)를 거쳐 규슈(九州) 북부(에가미는 일본의 천손강림 신화의 히나타(日向)를 지쿠시로 비정)를 정복, 임나와 기타규슈를 아우르는 「왜한(倭韓) 연합왕국」적 국가를 형성했다고 보았다. 그리고 그 세력은 5세기 초에 기나이(畿内)의 오사카평야(大阪平野)에 진출해 그곳에 몇 대에 걸쳐 세력을 떨치고 거대한 고분을 지어 그 권위를 드러냈고 야마토국(大和国)에 있던 호족과의 합작으로 야마토 조정을 성립시켰다는 것이다.
그리고 백강구 전투(663년)로 대표되는 당(唐)의 한반도 남부로의 진출로 야마토 조정의 기마민족 정복 왕조는 그들의 원래 출발점이었던 한반도 남부의 보유를 단념하기에 이르렀고 야마토 조정은 그들이 바다를 건너온 기마민족의 왕조가 아니라 일본 땅에 예로부터 존재해온 전통적 왕조의 후예임을 자처하고, 그러한 내용을 담은 고사기와 일본서기 등의 기록을 편찬하게 되었다는 고고학적 학설이, 에가미 나미오의 기마민족 정복왕조설의 개요이다.
주의할 점은 에가미는 몽골 침공처럼 대륙의 기마민족들이 일거에 밀고 내려와 일본 열도를 정복한 것이 아니라 오랜 기간을 두고 한반도를 지배하면서 정주 생활을 거친 민족이 한반도에서의 정세 급변 등의 곤란을 겪어 차츰차츰 일본 열도로 건너와 그 땅을 정복 지배하게 되었다고 보았기 때문에, 대륙의 기마민족이 한꺼번에 밀려와 일본 열도를 정복했다고 전제하고 그의 설을 비판하는 것은 에가미에 대한 비판으로는 적절하지 않다. 또한 에가미는 기마민족이 농경민족을 정복지배하는 경우 차츰 농경민족에 동화되었을 거라 보았고 이 때문에 에가미는 야마토 조정을 기마민족에 의해 성립된 것으로 보면서도 일본의 민족 형성은 야요이 시대에까지 올라가는 것으로 본다.

## 근거
기마민족설은 유적, 유물 등의 문화습속과 문헌의 총합으로 주장되었고 문화습속의 면에서는 4세기 후반에서 7세기 후반의 후기 고분 문화는 북방적, 무인적, 군사적인 것으로 야요이 시대의 남방적, 농민적, 평화적인 문화가 연장되는 일 없이 고분 문화와는 단절되었다는 것을 근거로 한다. 문헌적 근거는 일본의 기기나 중국의 신구 《당서》(唐書) 등 다양한 분야에 걸쳐 있다. 다음은 기마민족설의 주된 문화 습속상의 근거 및 문헌 근거이다. (단정적으로 기술하긴 했으나, 고분 시대의 구분 방식도 포함해 에가미의 학설을 일본 학회에서는 반해하는 의견도 있음을 알아두어야 한다.)
1. 『위지 왜인전』에는 야마타이국(邪馬台国)에 「소나 말이 없다」고 기술했고(실제로도 야요이 시대에 일본에 소나 말이 존재했던 흔적은 발견되지 않고 있다) 고분 시대 전기에도 말이나 소는 소수에 불과했을 것으로 보이며, 고분 시대 후기(5세기, 6세기)에 이르러 갑작스럽게 다수의 말 사육이 이루어졌다. 말의 껴묻거리 매장이나 말을 닮은 하니와(埴輪)가 발견되기도 하는 등, 이는 말만 대륙에서 온 게 아니라 기마 문화와 그 생활에 익숙한 민족의 수반이 행해졌다고 상정할 수밖에 볼 수 없다.

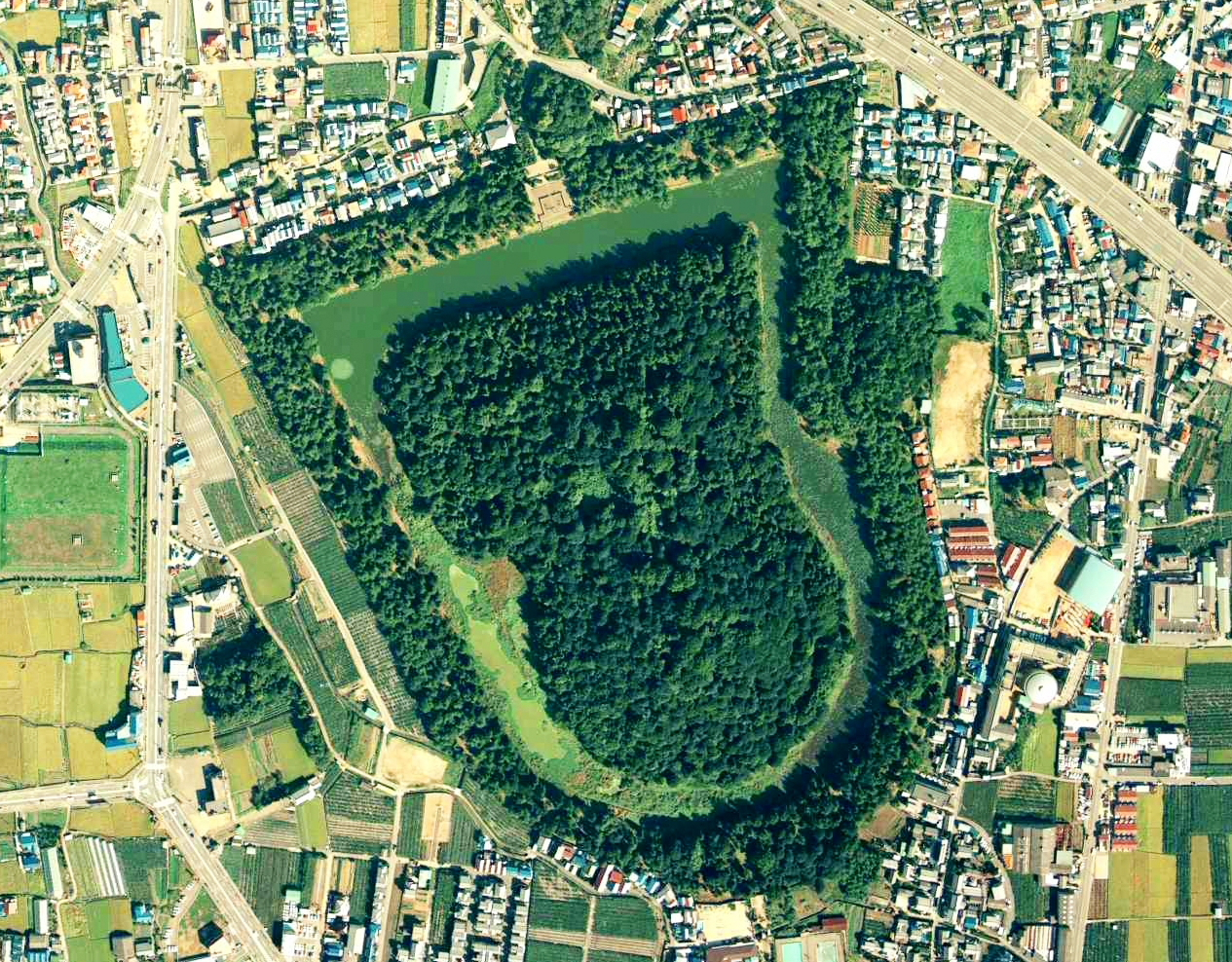
오진 천황의 능묘로 알려진 곤다비뵤야마 고분(誉田御廟山古墳).

1. 고분 시대 전기(4세기 중엽까지)의 고분은 나무나 돌로 만든 관을 수혈식(竪穴式) 석실에 안치하고 껴묻거리도 구리거울, 청동검 같은 주술적이고 종교적인 색채를 강하게 띠었는데, 위지 왜인전의 왜와 유사한 야요이 시대 이전의 것이다. 이에 비해 고분 시대 후기(4세기 말부터) 고분은 오진(應神)・닌토쿠(仁徳) 능묘로 대표되는 장대한 것으로 변하며 석실은 대륙이나 한반도에서 온 것이 틀림없는 횡혈식(横穴式)으로, 껴묻거리도 무기나 말갖춤 등의 실용품으로 변모하고 있으며 남녀나 말을 형상을 한 하니와가 더해지는 등 장묘 문화에서 급격한 변화를 보인다.
2. 그리고 고분 등의 벽화나 하니와에 묘사되는 복장이나 말갖춤, 무기는 위지 왜인전에서 묘사된 야마타이의 모습(사람은 전신에 얼굴까지 문신을 하고 위에 구멍을 낸 푸른 베를 쓰듯이 입는)과는 전혀 다른 것으로 만주 등 대륙의 기마민족에 의해서 초래된 한반도의 그것(하얀 옷에 허리띠를 두르고 말을 다루는)과 같은 모습으로 만주의 기마민족의 호족(胡族)과 완전히 같다.
3. 고구려어 가운데 현재 전해지는 단어 일부는 고대 일본어와 유사한 것이 많다.
4. 기키(記紀)의 천손강림 설화나 신무동정(神武東征) 신화는 지리적으로도 문헌적으로도 한반도에서부터의 규슈 정복과 기나이 진출을 보여주는 것으로 이는 단어(예를 들어 쿠시후루의 ‘후루’는 한자어로 ‘마을’을 뜻하고 쿠시후루는 일본서기에는 ‘소호리’로 되어 있어 이는 한반도에서 국가의 중심인 왕도를 말하는 단어이다) 및 스토리(예를 들어 고사기에는 천손강림한 땅은 ‘가라쿠니’ 즉 한반도 남부에 해당한다고 할 수 있는데 이를 천신의 고향으로 해석하면 문의가 통하게 된다는 것으로 거북이의 인도로 새로운 땅을 찾아 나라를 세웠다는 신무동정 신화는 고구려 등 한반도의 건국신화 그 자체이다) 상에서 고구려 등 한반도의 개국설화와 일치하는 요소를 지니고 있다.
5. 에가미는 실재했던 것으로 알려진 천황 가운데 시호를 「신(神)」 자를 쓰는 스진 천황(崇神天皇)과 오진 천황을 각각 천손강림 및 신무동정의 주인공으로 보았고 스진 천황은 《일본서기》에는 하시쿠니시라스스메라미코토(御肇国天皇), 《고사기》에는 하시쿠니라스노미마키노스메라미코토(所知初国之御真木天皇)라 하고 있어, 스진 천황은 미마키(미마 즉 임나, 키 즉 성곽으로 임나의 성이란 뜻)에 거주하고 이곳을 출발점으로 나라를 세우게 된 것으로 보인다.
6. 그리고 에가미는, 오진 천황이 기나이에 진출하고 뒤에 야마토 조정이 성립된 것으로 생각되는데 조정국가(朝廷国家)의 숱한 호족들로는 무라치(連)인 오토모(大伴), 모노노베(物部), 나카토미(中臣) 등과, 지명을 우지로 쓰는 오미(臣)인 가쓰라기(葛城), 고세(巨勢), 소가(蘇我) 등이 이중구조를 보이며 예전에는 하늘 - 천신계 호족과 조정 성립 이전부터 각각의 지방을 지반으로 삼고 있었던 국신 계열의 호족에 대응할 수 있는 것으로 보아 군사는 천손 – 천신계 호족, 천황과의 인족이 되는 많은 국신계 호족이 되었다는 사실이다. 이와 같은 이원성은 대륙의 기마민족의 정복왕조의 큰 특징으로 볼 수 있다는 것이다.
7. 수(随) 왕조의 사신 배세청(裴世清)이 야마토 조정에 찾아와 남긴 기록에는 왜국은 알려진 것과 같은 만이족이 아니라 진 왕조(秦王朝), 라고 적고 있다. 진한(辰韓)을 포함해 중국에서는 진(辰)을 진(秦)으로 적어 진 왕조(秦王朝) 또는 「진 왕조(辰王朝)」라고 하고 있다. 《구당서》에는 「일본국은 왜국의 별종으로 원래 작은 나라였던 일본이 왜를 병합하였다.」고 하였고, 《신당서》 일본전에는 진무(神武) 이전의 일본의 통치자가 「축자성(筑紫城)」에 있었고 뒤에 야마토 지방을 다스리게 되었다고 하였다. 이처럼 수나 당은 야마토 조정을 고대 왜(倭) 자체로 본 것이 아니라 한반도 남부의 진 왕조의 먼 후예로써 야마토 지방을 다스리기 이전에는 지쿠시에 있었다고 보고 있었던 것이라 할 수 있다.
8. 왜왕 무(武)는 중국 남조의 유송 왕조에 사신을 보내 사지절도독왜신라백제임나가라진한모한칠국제군사사(使持節都督倭・新羅・百済・任那・加羅・秦韓・慕韓七国諸軍事) 안동대장군(安東大将軍)으로 자칭했는데, 그 당시 존재하지도 않던 진한・모한(마한) 과거 삼한의 국명을 더하는 한편, 삼한의 하나였던 변한은 들어있지 않다. 이는 변한은 왜왕이 현실에서 지배하고 있었던 임나 그 자체였기에 더할 필요가 없었고 이를 근거로 왜왕은 과거 삼한을 지배했음을 중국 왕조에 주장한 것으로 보인다. 사실 과거에 삼한(진한・마한・변한) 일부를 통합했던 「진왕」이라는 부여계 기마민족으로 생각되는 지배자가 존재했다. 또한 앞에서 말한 것처럼 당은, 일본은, 진 왕조가 왜를 정복하고 세운 국가로 볼 수 있다.
9. 《광개토대왕릉비》(廣開土大王陵碑)로 본 5세기, 오진의 시대에 왜군은 한반도 깊숙이까지 진출해가며 진 왕조(辰王朝)의 먼 후손을 자처한 백제 왕가를 구원하였다. 이러한 원정을 농경민족이 할 수는 없다. 오키미가(천황가)가 임나를 중심으로 하는 기마민족인 진왕조의 먼 후손이었기 때문에 전란에 가담해 백제 왕가를 돕는 것은 자연스러운 것이었다.
10. 황위계승은 혈통 원리로 이루어지는 것이지만 실상은 그러한 혈통을 보존(에가미는 게이타이 천황도 혈통이 이어졌다고 보고 있다), 농경민족에게서 보이는 선양(禅譲)으로 인한 왕조 교체가 없다는 점은 기마민족의 특징으로 일본의 경우 남성 천황과 천황을 잇는 자격으로써 여제(女帝)가 등장하는 고대의 사례도 황위계승 때에 유력자들을 모아 회의를 여는 절차를 포함해, 전쟁 중에 천자가 사망하면 국중대회로 다음 천자를 결정할 때까지 황후가 지휘권을 행사했다는 대륙 기마민족의 왕위계승의 한 방법이라고 할 수 있는 것이다.
11. 헤이안 초기에 편찬된 《신찬성씨록》(新撰姓氏録)에 실린 1,059개의 우지 가운데 귀화인 계통은 324개로 실제 30%로 다양한 도래인(渡来人)을 받아들인 것을 알 수 있는데 농경민족은 타민족을 야만시하며 천시하는 성향이 강해 외국인의 집단적 이주를 허용하지 않았다. 이와 같은 대량의 집단 이민을 수용하고 때로는 강제적으로 국내에 이주시키기도 하는 것은 기마민족국가 특유의 것으로 볼 수 있는 부분이다.
12. 《쇼쿠니혼키》(續日本紀)에는 발해 사신이 전한 답서에 으레 고려가 일본을 「族惟兄弟」로 표현하는 경우가 있다(에가미는 천황씨와 신라나 임나의 지배층은 동족이라며 같은 천손족으로 칭했다).
13. 14세기의 기타바타케 지카후사(北畠親房)의 《신황정통기》(神皇正統記)에 「옛날 일본은 삼한과는 동종이라 하였는데 그리 적힌 글들을 간무(桓武)의 대에 불태워 없앴다」고 되어있다.

등이 있다.

## 반론
반론으로는
1. 고고학 성과로 보면 고분 시대 전기(2세기 후반 – 4세기)와 중・후기(5세기 이후) 사이에는 문화 단절은커녕 오히려 강한 연속성이 있다.
2. 「대륙에서 대한해협(현해탄)을 건너는 대규모 이동에 의한 정복」이라는 거대한 사건이 일어났다고 보기에는 중국・한국・일본의 사서 어디에서도 그런 기재는 없으며, 중국의 사서에는 일본의 국가를 기원전 1세기에서 7세기에 걸쳐 일관되게 「왜」를 쓰고 있는 등 연속성이 보이고 있다는 점
3. 기마민족이라는 황실의 전통제의나 전승에서 말 사육의 유래가 되었다고 할 만한 것이 보이지 않는다는 점.
4. 일본 열도의 왕묘로 알려진 거대한 무덤에는 고구려나 백제의 왕릉급 무덤인 돌방무덤이나 쌓은돌무덤, 신라 지역의 왕묘로 알려진 쌍원분이 포함되지 않고 있으며 이들과 일본의 전방후원분(前方後円墳)은 서로 형태 등이 완전히 달라 왕릉의 형태에 공통성이 확인되지 않는다.
5. 일본의 독자 고분형식인 전방후원분은 2세기 후반에서 3세기 전반에 걸쳐 기나이에서 발생한 것이 분명하고 한반도나 중국 대륙에 그에 해당하는 고분은 존재하지 않으며, 4세기에서 5세기에 걸쳐 최전성기를 보였는데 6세기까지 무덤 형태나 분포 상황에서 눈에 띄는 단절은 보이지 않으며 야마토의 왕권이 기나이에서 일어난 토착 세력이었을 가능성이 높고, 부장품도 정복을 보여주는 것으로는 아무 의미도 없다. 간토 지방이나 규슈에 분명히 말갖춤이나 재갈이 출토되고 있는데 이는 전투용이 아니라 일반적인 교통수단으로써의 것으로 또한 주인의 사회적 지위나 권위를 과시하는 것으로 볼 수밖에 없으며 이를 가지고 정복이 있었다고 할 수는 없다.
6. 근세까지도 일본에서는 가축의 거세 등 유목민족의 습관이 전혀 확인되지 않고 있다.
7. 북방 유목민의 생활에서 단궁의 사용은 일반적이었는데 일본에서는 센고쿠 시대까지도 장궁을 사용했다는 점.
8. 말은 신경질적인 동물로 당시 배로 대량 수송하는 것은 불가능하며 13세기 몽골의 일본 원정 때조차 몽골, 고려의 연합군이 군용 마필을 온전히 수송하지는 못했다는 점
9. 왜왕 무의 상표문에는 「...예로부터 할아버지와 아버지께서도 몸소 갑주를 입고 산천을 돌아다니며 편히 쉬었던 날이 없었고 …(중략)... 바다를 건너 북쪽의 나라 95국을 평정하시니」라고 기술되어 있는데, 기나이 야마토(畿内大和)를 중심으로 보는 시점에서 사방으로 출병했다는 관념이 있었으며 바깥으로부터의 정복을 주장하기는 어렵다.

등이 있다.
또한, 일본에 기마문화가 유입된 것은 왜국이 백제의 요청으로 한반도에서 벌어진 백제의 대고구려 전쟁에 참전하고자 한반도로 출병한 것을 계기로 널리 퍼지게 되었다고 알려져 있다.

## 비판
- 고고학자 사와라 마코토(佐原真)는 에가미의 기마민족설을 「쇼와의 전설」이라 부르며 "전시 중에는 일본 신화가 사실로 다뤄졌고 진무 이후 만세일계의 역사가 철저히 주입되었어요. 에가미 설에는 그것을 때려 부수는 통쾌함, 참신성이 있고 해방감을 불러일으키는 힘이 있었습니다. 또 사람들의 마음속에서는 일본이 한반도와 중국 등에 대해서 가까운 과거에 그곳에 다녀왔다는 것의 보상의 역할을, 혹은 했는지도 모릅니다." 라고 말하고 있다.
- 다나베 쇼조(田辺昭三)는 "이 설은 이것을 제창했던 시대의 요청으로 태어난 산물이며, 아무리 수정한들 이젠 현역 학설로써 정면에서 거론할 단계가 아니다"이라고 평했다.
- 오쓰카 하쓰시게(大塚初重)는 "많은 고고학자는 이 가설에는 부정적이었지만, 아시아 대륙에서의 거창한 민족의 흥망론에 낭만을 느끼는 사람도 많았다"라고 하고 있다.
- 히쿠치 다카야스(樋口隆康)는 "대륙에서 쓰시마 해협을 건너의 대이동에 의한 정복"이라는 큰 행사에도 불구하고 중국 · 한국 · 일본의 사서에 함께 아무 기재가 없다. 오히려 중국의 역사 책에서는 일본의 국가를 기원전 1세기부터 7세기에 이르기까지 일관되게 왜를 사용하고 있고, 아무런 변화가 없다"라고 하고 있다.
- 오카우지 미쓰자네(岡内三眞)는 “에가미는 기마민족이 어떻게 일본에 침입하고 정복했는지 그리고 어떻게 정복 왕조를 세웠는지를, 고고학 측면에서 아무것도 입증하지 못했다.”로 하고 또 “이 가설은 현대에서는 안 통하는 이전의 기타 사다키치의 일선양민족동원론을 기초로 이전 · 쇼와 초기의 역사 교육을 받고 베이징으로 유학하고 군대의 비호 아래 중국 동북 지구를 활보했던 에가미류의 자료 수집법과 구식 연구법에 근거하고 있다. 무의식적으로 토로하는 현대론이나 인간감에는 아시아 사람들의 마음을 건드리는 말이 포함된다."라고 하고 있다.
- 다나카 미나쿠(田中琢)는 「기마민족의 국가를 형성, 경영할 능력을 지닌 우수한 민족이었고 농경민은 그 방면으로는 열등했다고 단정 짓고 인간 집단을 등급을 매길 위험이 있다」고 했다.
- 모리 마사오(護雅夫)는 “이 설에 대해서는 많은 일본 역사학자들은 비판적이지만, 이노우에 미쓰사다처럼 이를 높이 평가하는 학자도 있으며, 미즈노 유우는 네오 기마 민족설이라는 설을 주창했다. 에가미의 기마 민족설의 세세한 점에 대해서는 많은 의문이 있다”라고 하고 있다.
- 도코로 이사오(所功)는 "어디까지나 스케일이 큰 가설에 불과하다. 불명확한 점이 많은 정설로 받아들일 수 없다"라고 말하고 있다.
- 스즈키 야스타미(鈴木靖民)는 “고대사 연구의 대세는 일본 중심의 편협한 임나사관을 극복하고 한국사의 발전 속의 가야사 본연의 이해로 거의 변혁을 이루고 있다. 그런데 에가미의 설은 최근까지도 일관되게 이전과 거의 다를 바 없이, 야마토 왕권(조정)의 한반도 식민지 ‘임나일본부’의 존재를 시인하고 그것이 왜한연합왕국 일본에 속해 있다는 당위론을 주장하는 것이다. 학문의 진보와 고뇌, 반성과는 상관이 없는 기마민족설은 크게 의문을 가질 수밖에 없다.”며, "선학이 상세하게 해석하기에 기마 민족설은 확실히 이해 못할 곳이 매우 많다. 논증이 체계적이지도 않고 단편적이고 해석이 지나치다. 또한 에가미 씨의 역사관 및 사상에는 심각한 문제가 있음도 완전히 명백해졌다."며, "본래의 기마 민족설은 고대 국가 또는 왕권 안에 편성되는 도래인 집단의 문제로 계승되어 있다고 할 수 있겠는데, 단순한 기마민족 정복설은 이제 극복되고 있다"고 했다.
- 야스모토 비텐(安本美典)은 「종잡기 어려운 구조를 가진 학설」이라 평했다.
- 오카다 히데히로(岡田英弘)는 "완전한 판타지이지 아무런 사실상의 근거는 없다. 에가미 나미오가 창작한 새로운 신화"로, 또 기마민족 정복왕조설이 일세를 풍미한 이유를 다음과 같이 꼽았다.

1. 『민족학 연구』 지면상에 에가미가 처음 기마 민족 정복 왕조설을 말한 좌담회의 기록이 게재된 것은 한국에서 6.25가 일어나기 전년인 1949년이며, 한반도를 기마민족의 대군이 질풍노도처럼 휩쓸며 남쪽으로 내려오는 이미지는 당시 일본인에게는 눈앞에서 벌어진 일(북한군의 남침)에서부터 연상되는 매우 받아들이기 쉬운 이미지였다.
2. 일본이라는 정체성이 어디서 기원했는가에 대한 설명을 제공하는 것이었다.
3. 메이지 이후의 일본 신화의 합리적인 해석이라는 노선을 따랐고 기마민족설은 외양적으로는 그것을 구체적으로 증명하는 듯이 보였다.
4. 일본 건국을 기마민족 정복왕조설처럼 해석하면 서유럽의 역사와 대비시키며 일본사를 설명할 수 있다. 일본은 고립된 것이 아니라 옛날부터 아시아의 일원이었다는 감각도 종전 후에야 국제 사회에 받아들여지고, 패전 뒤에 재기를 꾀하고 있던 일본인에게 기마민족설은 마음에 들었다.

## 현재의 기마민족설
기마민족 정복왕조설은 고분 시대 중엽의 변혁을 새로운 대륙에서 건너온 기마민족의 정복에 의해서 설명하려고 하였다, 위지 왜인전이 《삼국지》제30권에 배치된 오환 · 선비 · 동이열전에 기록되어 있으며 4세기부터 5세기에 걸친 북방 기마 민족의 몽골, 만주에서 한반도의 농경지대로의 남하, 농경민과의 혼혈, 기존의 문화와 혼합에 의한 건국이란, 동북아시아 세계의 큰 민족 이동의 움직임을 근거로 구상된 것이다. 그러나 에가미의 고고학설의 일부이며, 한반도 남부에서 일본 왕조의 혈연을 찾으려는 이 설에 관해서 근거가 희박한 것이 지적되고 있다. 백강 전투의 패전으로 한반도와 일본은 완전히 절연하기에 이르렀고, "조정은 일본 고유의 전통적 왕조임을 주장하며 그 의도를 갖고 기키의 편찬이 이루어졌다"는 에가미의 주장도 눈여겨 볼 필요가 있다.
일본 열도의 고분 시대 중엽의 여러 변화는 급격한 변화가 아니라 매우 점진적인 것이다. 이에 대한 대륙의 삼국 시대의 종료부터 남북조 시대의 개시 시기 동 아시아 민족 이동에 부수하고 5세기에 대량의 기마 문화를 가진 도래인의 이주가 진행되며 기마 문화가 들어와 가와치 왕조를 세웠다는 미즈노 유우의 삼왕조교체설(1952년) 같은 견해도 있다. 즉, 실제로 미즈노는 자기 왕조 교체설을 온건한 기마 민족설이라 부르며, 우에다 마사아키(1973년)도 "오진, 닌토쿠 두 천황의 대를 새 왕조라 부르는 견해는 어떤 의미에서는 에가미의 설을 승인한 것"이라며 이들은 고분 시대의 전기 · 중기 사이에 일본에서 뭔가 급격한 변화가 일어났음을 전제로 하고 있다.
고구려는 427년 장수왕 시대에 국내성(현재의 중국 지린 성 지안 시)에 있던 수도를 평양성(현재 북한의 수도)으로 옮기고 한반도에 진출했다(단, 광개토대왕릉비에 보이듯이 장수왕의 아버지인 광개토대왕을 찬양하는 비문이나 그 능원만은 국내성에 만들어졌다). 기마민족 정복 왕조설을 부정하는 시각에서는 5세기 이후 야마토 조정이 대륙에서 새로운 문물과 문화를 수용한 것은 이러한 고구려의 남하 정책 등 국제 정세에 대응하기 때문에 한반도에 출병하고 한반도 남부의 철 자원의 확보를 노리고 의식적 선택적으로 이루어진 변화라고 풀이된다.
신화와 관련해 오오바야시 타료(大林太良) 등은 일본 신화와 전설을 베트남과 한반도, 미얀마, 스리랑카 등의 신화와 비교해 그 독립성을 지적했으며, "나라 만든 신화" 등에서 보이듯 기키에서는 신화와 왕권의 무대로써 섬(여덟 개의 큰 섬)을 염두에 두고 있지 대륙에 기원을 찾지 않음은 잘 알려져 있다.

## 같이 보기
- 도래인